# Saint-Jean-le-Blanc (Calvados)
Pour les articles homonymes, voir Saint-Jean-le-Blanc et Saint-Jean.
Saint-Jean-le-Blanc est une ancienne commune française, située dans le département du Calvados en région Normandie, devenue le 1er janvier 2017 une commune déléguée au sein de la commune nouvelle de Terres de Druance.
Saint-Jean-le-Blanc est peuplée de 346 habitants.

## Géographie
La commune est à l'est du Bocage virois. L'atlas des paysages classe la plus grande partie du territoire sur le synclinal bocain dont les paysages aux « larges panoramas » sont caractérisés par « de hautes terres partagées entre bois et bocage éclairci. ». Une frange sud-ouest de la commune est placée dans l'unité du bassin de Vire caractérisée par « un moutonnement de basses collines schisteuses […] ordonnées en bandes alignées à l’est ». Son bourg est à 11 km au nord de Vassy, à 11 km au sud d'Aunay-sur-Odon, à 16 km au nord-ouest de Condé-sur-Noireau et à 22 km au nord-est de Vire.
Le bourg de Saint-Jean-le-Blanc est situé approximativement au centre du territoire communal, légèrement au nord de l'intersection des routes départementales 106 (de La Ferté-Macé à Aunay-sur-Odon) et 298 (du Bény-Bocage à Condé-sur-Noireau), ou plutôt des intersections, car les deux voies ont une section commune sur 300 mètres. La D106 relie Saint-Jean à Lassy et Vassy au sud et à Aunay-sur-Odon au nord, la D298 à Montchauvet à l'ouest et à Pontécoulant et Condé-sur-Noireau à l'est.

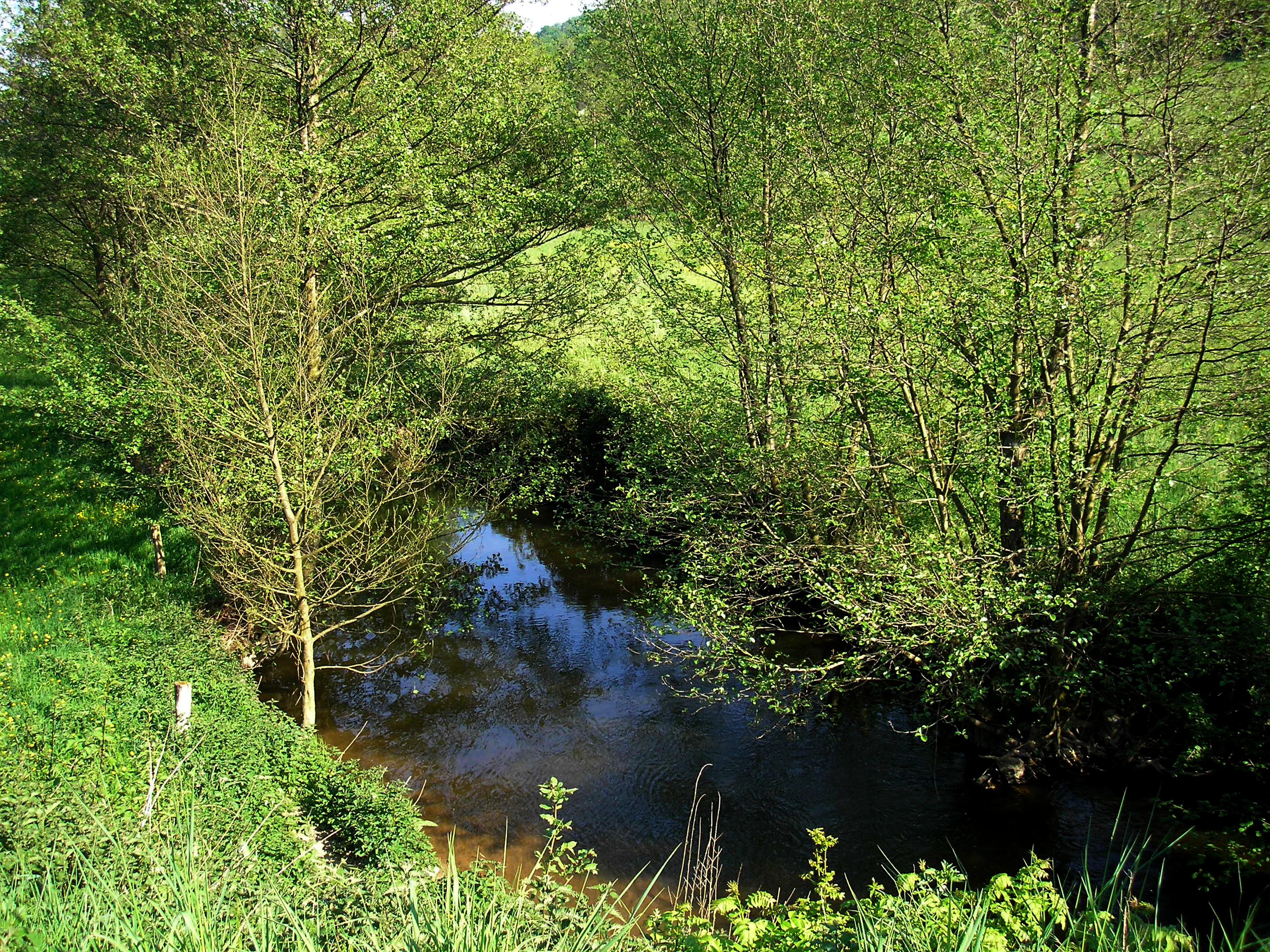
La Druance, quelques mètres après la sortie du territoire, près de la chapelle de Marsangle.

Saint-Jean-le-Blanc est entièrement situé dans le bassin de la Druance et donc du fleuve l'Orne. La Druance limite le territoire au nord-ouest et au sud, et le traverse à l'ouest. À l'est, c'est un petit affluent de la Druance qui sépare Saint-Jean et Lénault, le ruisseau des Vaux.
Le point culminant (290 mètres) est situé tout au nord, sur la limite avec Le Plessis-Grimoult, sur une pente du Mont Pinçon qui atteint sur la commune voisine l'altitude de 362 mètres. Le point le plus bas (137 mètres) est le confluent du ruisseau des Vaux et de la Druance, à proximité de la chapelle de Marsangle.
Le climat est océanique, comme dans tout l'Ouest de la France. La station météorologique la plus proche est Caen-Carpiquet, à 32 km, mais Alençon-Valframbert et Granville-Pointe du Roc sont à moins de 80 km. Le Bocage virois s'en différencie toutefois pour la pluviométrie annuelle qui, à Saint-Jean-le-Blanc, avoisine les 950 mm.
Les principaux lieux-dits sont, du nord-ouest à l'ouest, dans le sens horaire : la Forge, les Monceaux, le Rocquet, le Parc, Les Bignettes, la Liboiserie, Landrière, les Hauts Vents, le Bisson, la Valette, le Huan, le Quesnée, la Varinière (au nord), le Hamel Bisson, Crépigny, les Rangées, Soumargé (à l'est), le Bourg, la Mare des Pestils, le Bout des Champs, Beaumont, Gournay, le Bas Hamel, Marsangle, Sous le Bois (au sud), Ferme de Bon, Clény, le Moulin de la Bruyère, la Métairie, la Chevalerie, les Treize Vieilles, Escures, la Ruaudière (à l'ouest), le Petit Binou, le Grand Binou et la Corneille.
| Danvou-la-Ferrière                              | Roucamps                       | Le Plessis-Grimoult                        |
| Souleuvre-en-Bocage (comm. dél. de Montchauvet) | Saint-Jean-le-Blanc            | Condé-en-Normandie (comm. dél. de Lénault) |
| Lassy                                           | Lassy Saint-Vigor-des-Mézerets | Saint-Vigor-des-Mézerets                   |

## Toponymie
Le nom de la localité est attesté sous les formes Sanctus Johannes Albus au XIe siècle, Sanctus Johannes Blancus en 1154, S. Johannes au XIe siècle, Saint Jehan le Blanc en 1476, Saint-Jean-le-Blancq en 1667 ,.
L'hagiotoponyme Saint-Jean fait référence à Saint Jean-Baptiste.
En bas latin Sanctis Johannes albus, Saint-Jean-le-Blanc doit son adjectif à la couleur de la soutane des moines qui y célébrait l'office.
Le gentilé est Saint-Jeannais.

## Histoire
Saint-Jean est une des sept prébendes créées par Odon, évêque de Bayeux et demi-frère de Guillaume le Conquérant, fondées sur les biens confisqués à Grimoult du Plessis, un des vaincus du Val-ès-Dunes.
Sous l'Ancien Régime, Saint-Jean-le-Blanc est le siège d'une sergenterie dont la compétence s'étend sur vingt-cinq paroisses, principalement vers l'est jusqu'à Clécy et Ménil-Hubert.

## Politique et administration
| Période                                  | Période       | Identité        | Étiquette | Qualité               |
| ---------------------------------------- | ------------- | --------------- | --------- | --------------------- |
| Les données manquantes sont à compléter. |               |                 |           |                       |
| 1939                                     | 1945          | Camille Vautier |           |                       |
| 1945                                     | 1953          | André Bertrand  |           |                       |
| 1953                                     | 1959          | René Madelaine  |           |                       |
| 1959                                     | 1995          | Marcel Vallée   |           |                       |
| 1995                                     | avril 2014    | Jean-Claude Hue | SE        | Agriculteur           |
| avril 2014                               | décembre 2016 | Yves Lechaptois | SE        | Conducteur de travaux |

Le conseil municipal est composé de onze membres dont le maire et deux adjoints.

## Démographie
L'évolution du nombre d'habitants est connue à travers les recensements de la population effectués dans la commune depuis 1793. À partir du 1er janvier 2009, les populations légales des communes sont publiées annuellement dans le cadre d'un recensement qui repose désormais sur une collecte d'information annuelle, concernant successivement tous les territoires communaux au cours d'une période de cinq ans. 
Pour les communes de moins de 10 000 habitants, une enquête de recensement portant sur toute la population est réalisée tous les cinq ans, les populations légales des années intermédiaires étant quant à elles estimées par interpolation ou extrapolation. Pour la commune, le premier recensement exhaustif entrant dans le cadre du nouveau dispositif a été réalisé en 2004,.
En 2021, la commune comptait 346 habitants, en évolution de −2,54 % par rapport à 2015 (Calvados : +1,58 %, France hors Mayotte : +2,49 %).
Saint-Jean-le-Blanc a compté jusqu'à 1 573 habitants en 1800.
| 1793  | 1800  | 1806  | 1821  | 1831  | 1836  | 1841  | 1846  | 1851  |
| ----- | ----- | ----- | ----- | ----- | ----- | ----- | ----- | ----- |
| 1 360 | 1 573 | 1 330 | 1 295 | 1 311 | 1 207 | 1 106 | 1 075 | 1 054 |

| 1856  | 1861  | 1866 | 1872 | 1876 | 1881 | 1886 | 1891 | 1896 |
| ----- | ----- | ---- | ---- | ---- | ---- | ---- | ---- | ---- |
| 1 026 | 1 012 | 984  | 920  | 872  | 828  | 832  | 724  | 709  |

| 1901 | 1906 | 1911 | 1921 | 1926 | 1931 | 1936 | 1946 | 1954 |
| ---- | ---- | ---- | ---- | ---- | ---- | ---- | ---- | ---- |
| 690  | 691  | 692  | 575  | 560  | 565  | 528  | 477  | 456  |

| 1962 | 1968 | 1975 | 1982 | 1990 | 1999 | 2004 | 2009 | 2014 |
| ---- | ---- | ---- | ---- | ---- | ---- | ---- | ---- | ---- |
| 418  | 401  | 363  | 291  | 334  | 318  | 318  | 335  | 353  |

| 2018 | - | - | - | - | - | - | - | - |
| ---- | - | - | - | - | - | - | - | - |
| 360  | - | - | - | - | - | - | - | - |

## Lieux et monuments
- L'église Saint-Jean-Baptiste, en grande partie reconstruite en 1945, avec fonts baptismaux du XVIIe.
- Bureau de poste (ancienne mairie-école) de 1870, avec ses deux tourelles.
- Chapelle Notre-Dame-de-la-Pitié, dite « chapelle de Marsangle », à la limite des communes de Lénault et Saint-Vigor-des-Mézerets, du XVIIe siècle.
- Vestiges d'une motte féodale sur un éperon au confluent de la Druance et de l'un de ses affluents, au-dessus du hameau de Marsangle. Le tertre, de forme ovale, et dont la plate-forme sommitale mesure 18 × 60 mètres, est entourée d'un rempart de terre[24].

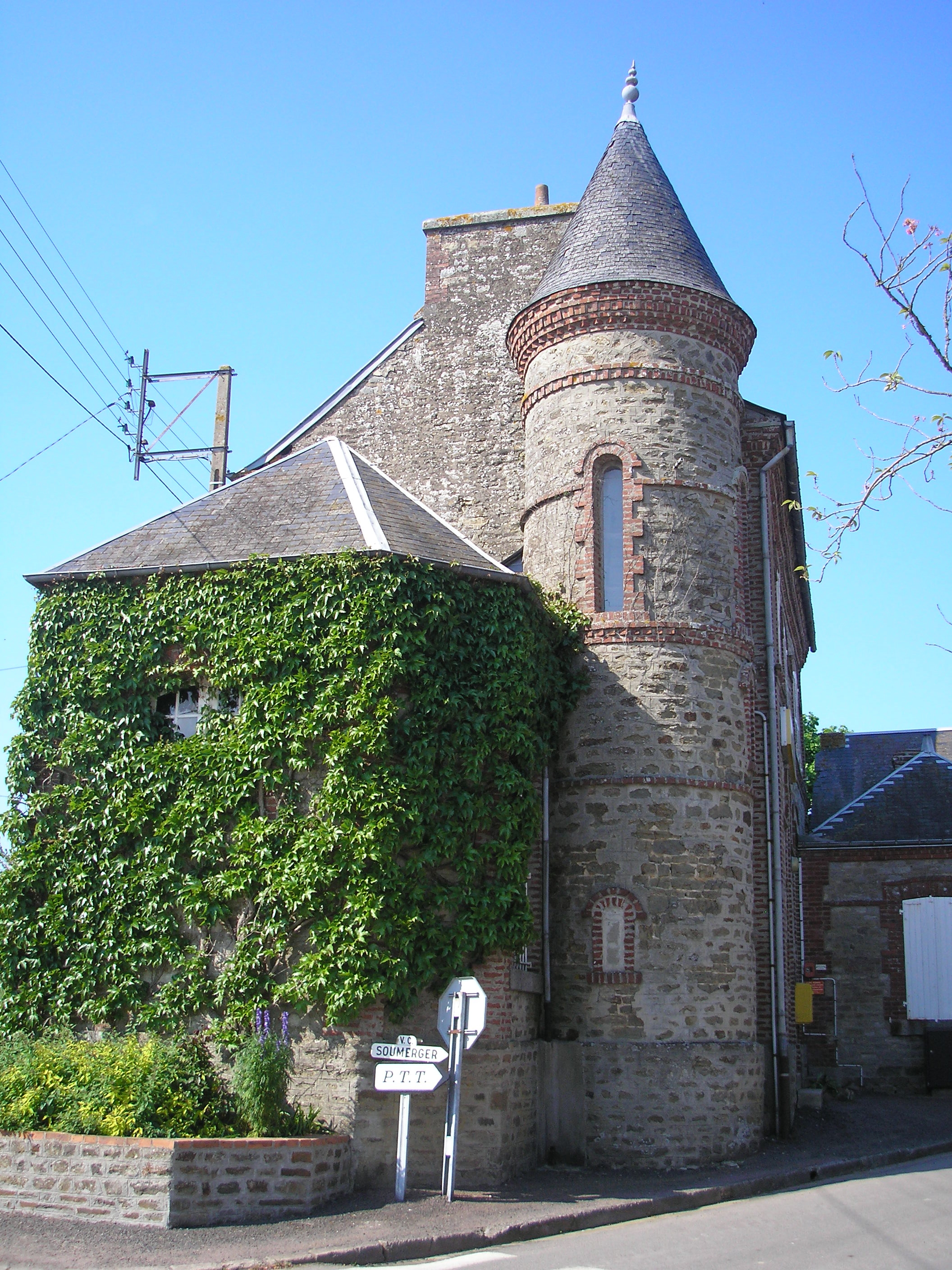
La poste.
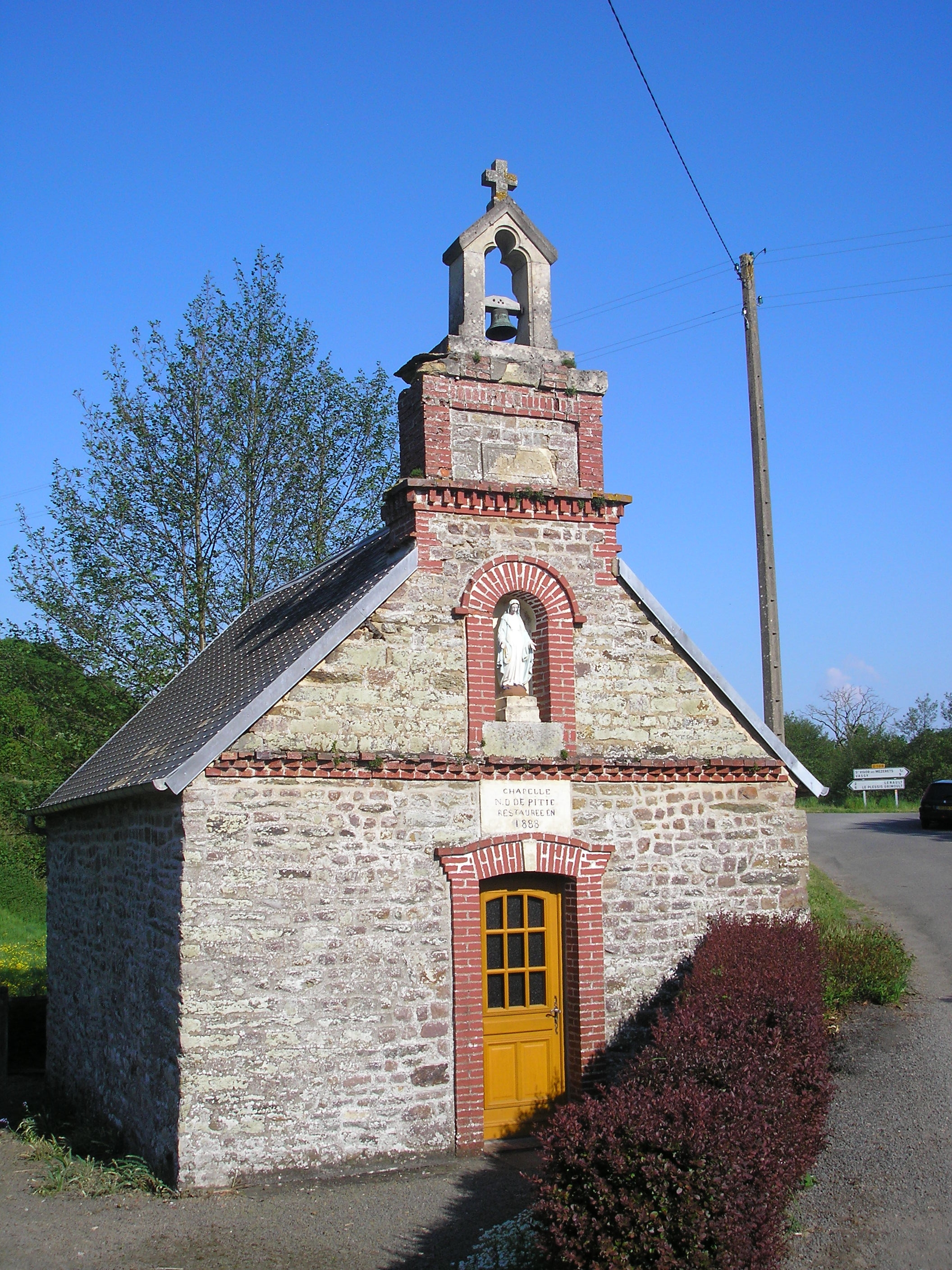
La chapelle de Marsangle.